# Selaginella ludoviciana
Selaginella ludoviciana är en mosslummerväxtart som först beskrevs av Addison Brown, och fick sitt nu gällande namn av Addison Brown. Selaginella ludoviciana ingår i släktet mosslumrar, och familjen mosslummerväxter. Inga underarter finns listade i Catalogue of Life.